# Rasmus Edström
Rasmus Edström, född 30 mars 1992 i Glommersträsk, är en svensk ishockeyspelare. Edström spelar med vänsterfattning och på backposition. 
2008 vann Edström silver med Västerbottens TV-pucklag och säsongen därefter elitseriedebuterade han med Skellefteå AIK.